# Trece (canal de televisión de Paraguay)
El Canal 13 de Asunción (más conocido por su marca comercial como Trece y estilizado como trece) es un canal de televisión abierta paraguayo fundado en 1981, operando bajo la licencia de ZPV 913 TV. Es el segundo canal más antiguo del país y es propiedad de Grupo JBB.
Además, contará con un canal internacional disponible fuera de Paraguay, denominado Trece Internacional, la cual retransmite la programación en vivo del Canal 13 y Unicanal.

## Historia
El 11 de febrero de 1981, el empresario Nicolás Bo Parodi lanzó el canal Teledifusora Paraguaya en el canal 13 VHF de Asunción (de ahí viene el nombre de "Trece").
En octubre de 2007, Christian Chena compró el 80% de las acciones del canal. En 2008, el canal fue comprado completamente por Chena.
El 30 de mayo de 2014, el Grupo Chena vendió el 25% del canal a la empresa Díaz e Hijos, dueña del Hipermercado Luisito.
El 11 de enero de 2016, Canal 13 fue relanzado como la Red Paraguaya de Comunicación. Un año después, el 12 de enero de 2017, Christian Chena vendió el canal al Grupo JBB, propiedad de Javier Bernardes. El 19 de septiembre del mismo año, Canal 13 fue lanzado en la TDT en Gran Asunción dentro del canal 27.1
El 2 de diciembre de 2019, el canal volvió a su nombre original El Trece, con instalaciones y programaciones totalmente renovadas y una imagen completamente fuerte y con calidad de producción. Destacándose con grandes adquisiciones, como la incorporación de Yolanda Park al canal.
El 31 de diciembre del 2024 a las 13:29 durante el cierre del programa "noticiero trece", con una barra de colores y cronómetro previo en pantalla de 3 minutos en la señal 13 VHF se dio después de 46 años el cese de la transmisión de la señal analógica del canal 13 en Asunción, el departamento central y alrededores en el marcó del apagón analógico llevado a cabo por la CONATEL en la televisión paraguaya, siendo así el primer canal de aire en concretar el apagón de la señal analógica en la capital y el Gran Asunción dejando solamente encendida su señal digital en el canal 3.1 HD, este proceso irá gradualmente avanzando hasta concretarse por completo el apagón analógico en el resto del país que está previsto que finalice en el año 2029.

## Logotipos

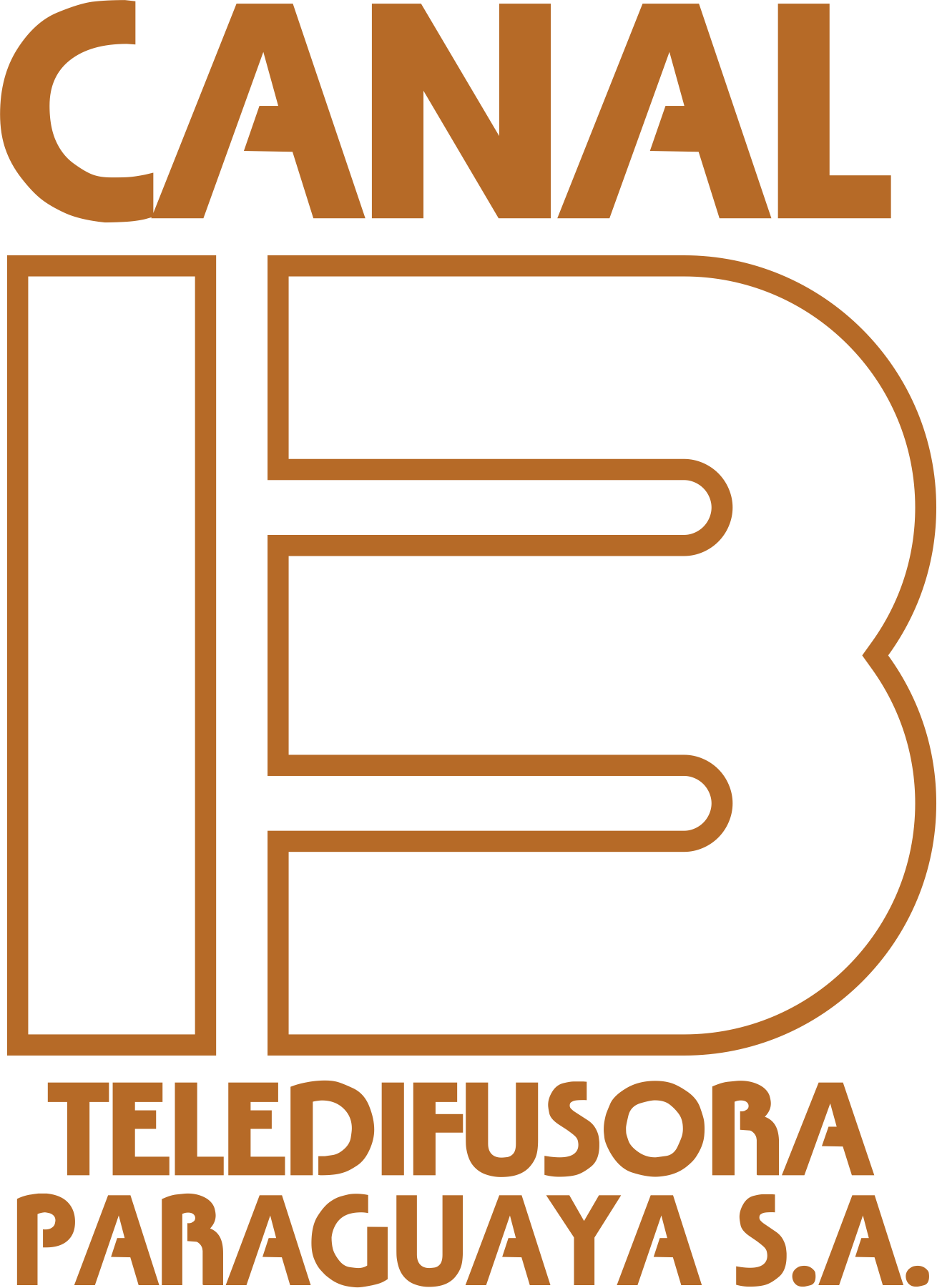
1981-1999
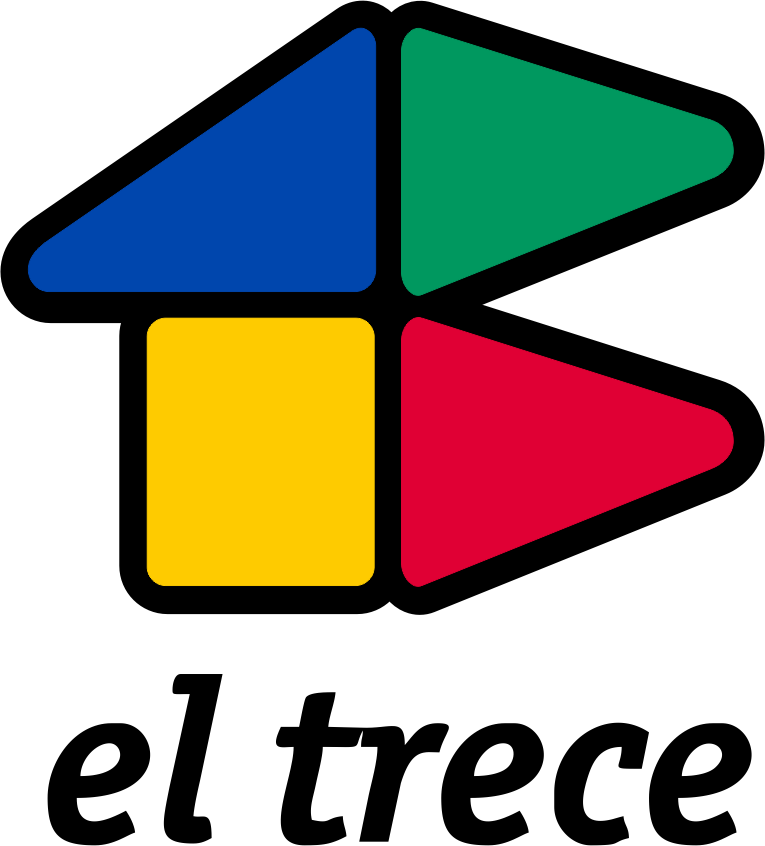
1999-2004
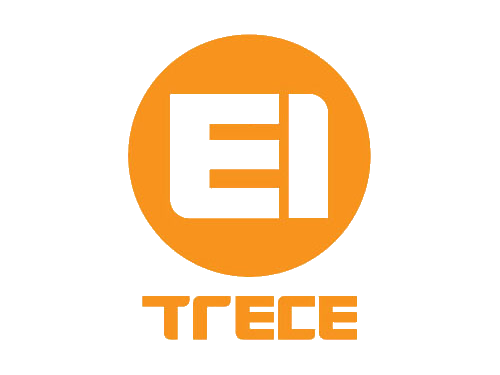
2004-2007
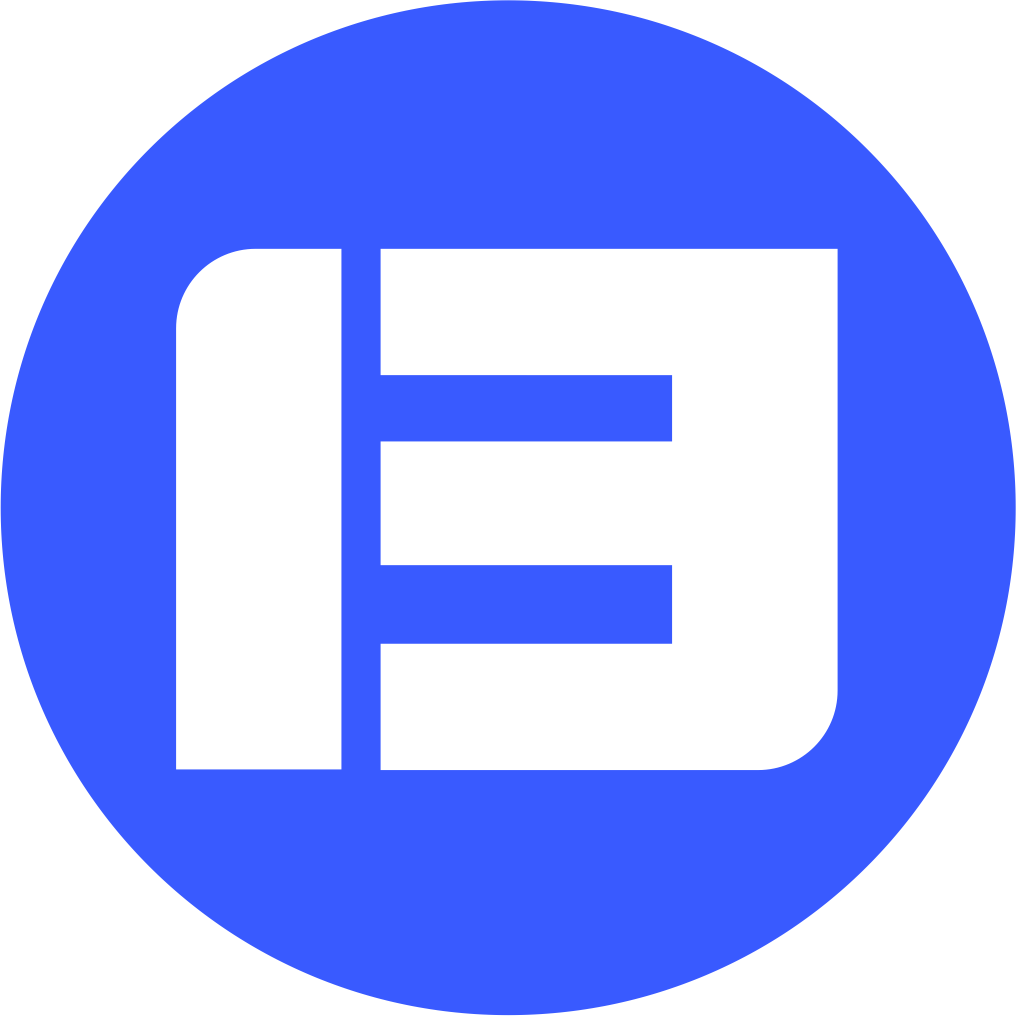
2007-2008
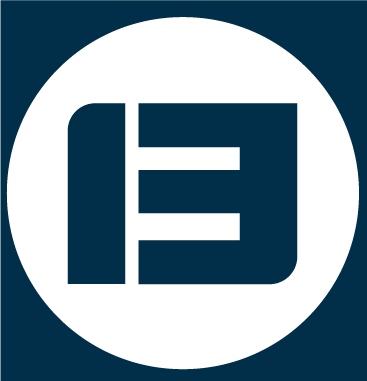
2008-2016
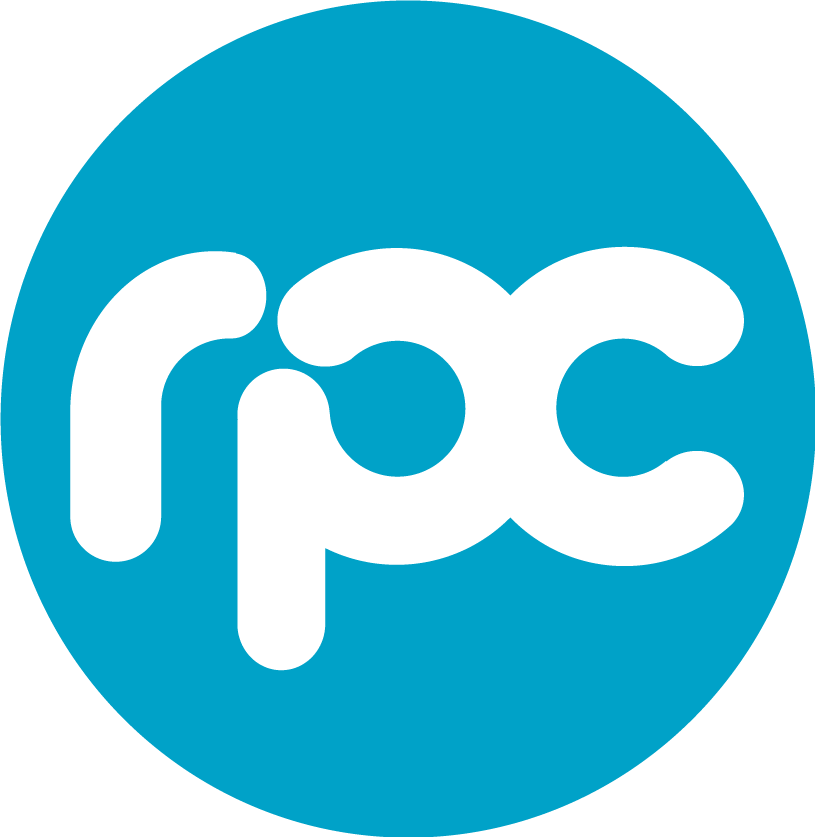
2016-2019
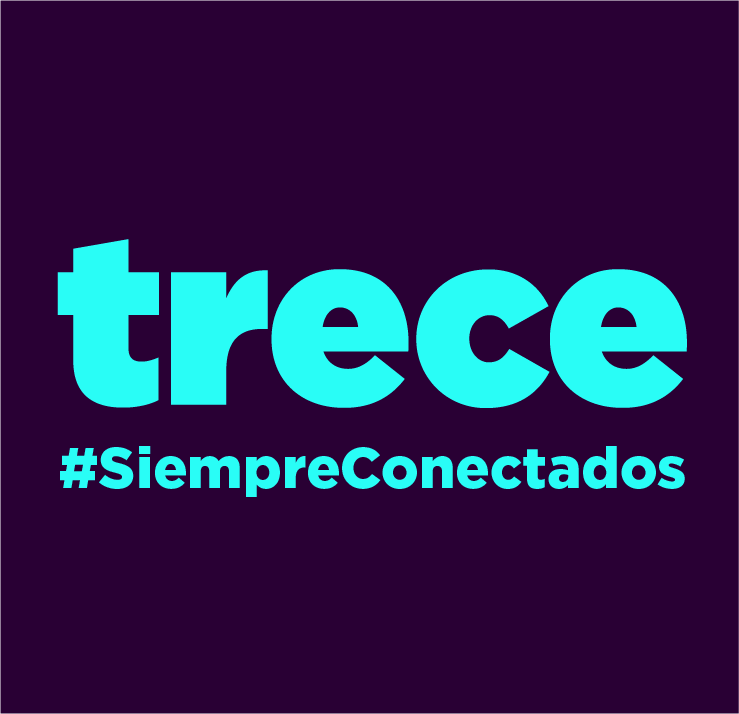
2019-actualidad (en Pantalla)
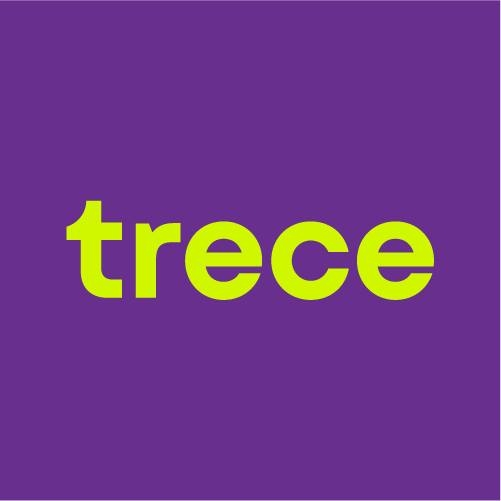
2025-actualidad (solo en redes sociales)

## Programas
- Paraguay En Vivo
- Será un Gran Día
- Mucho Gusto
- El Noticiero
- Doctor en Casa
- Padres al Día
- El Reto
- Será una Gran Tarde
- 100 Paraguayos Dicen
- Tercer Tiempo
- El Repasador
- TV al Aire
- NTU
- Asado Benítez
- Vero Vega Presenta
- Cocina Rica
- Cocineritos
- Patrulla Urbana
- Paraguay Salvaje
- Más Que Vencedores
- Amigo Camionero
- Arte y Espectáculos
- Los Protagonistas
- Descubriendo el País
- En Vida
- Lotería Megaloto
- Cara o Cruz
- Mala Junta